# 다람이와 고슴도치
다람이와 고슴도치는 1977년부터 조선민주주의인민공화국의 조선4·26아동영화촬영소에서 제작되었던 애니메이션으로 조선중앙텔레비죤에서 방영했다. 2012년에 제작이 중단되었으나 2025년부터 새로운 연속편을 제작중이다.

## 줄거리
족제비, 들쥐, 까마귀, 승냥이 등의 침략에 맞서 싸우는 정찰병 금색이와 줄다람이의 활약을 그렸다.

## 등장동물

### 꽃동산
- 금색이 (금색다람이)

꽃동산의 정찰병이자 간첩. 동생인 밤색이와 함께 족제비, 승냥이 군대로부터 꽃동산을 지키는 군인이다. 족제비 군대의 물망초와 필생의 숙적 관계로 물망초의 끈질긴 견제에도 늘 승리하는 꽃동산의 실력자이다. 이마에 뒤통수와 이어지는 둥근무늬가 있다. 암호명은 방울꽃이다.
- 밤색이

2부부터 새로 등장한 주인공. 금색이의 어린 동생이다. 두더지 박사 납치 사건을 계기로 형같은 훌륭한 정찰병이 되기로 마음먹는다. 금색이보다 눈썹이 두껍고 털색이 진하다.
- 줄다람이

금색이의 전우로 같은 부대에서 꽃동산을 호시탐탐노리는 족제비 군대에 맞서 싸운다. 금색이와 늘 함께 정찰병, 간첩 역할을 수행한다. 족제비 군대를 파멸시키기 위해 족제비 군대의 부관으로 임관되어 큰 활약을 펼치기도 한다. 금색이와 다르게 꼬리에 두 줄무늬가 있고, 이마에 세모 모양의 무늬가 있다. 제일 좋아하는 꽃은 방울꽃이다. 금색이와 그의 전우애는 서양의 문화 특성상 외국 시청자들에게 다소 오해를 겪을 수 있어 국제판에서는 그들의 관계를 쌍둥이 형제로 바꾸고 그들의 우정을 암시하는 대사나 일부 장면을 수정하거나 삭제하였다.
- 고슴도치 정찰병

고슴도치이며, 족제비 군단의 비밀병기 얼음포를 파괴한 뒤, 자신도 얼음포와 함께 자폭한다. 첫 번째 시리즈 앞부분에서 큰 비중을 차지하고 있다.
- 은도치

전사한 고슴도치 정찰병의 동생. 형을 따라 정찰병이 되었다. 밤색이의 친구이기도 하다.
- 고슴도치 부대장, 다람이 부대장

꽃동산 부대의 부대장으로, 금색이와 줄다람이에게 명령을 지시한다.
- 두더지 박사

2부부터 새로 등장한 동물. 꽃동산의 땅속 지형을 연구하는 박사이며 밤색이를 조수로 두고있다. 승냥이 부대에 의해 납치당하고 만다.

### 족제비 군단
- 족제비 대장

족제비 군대의 우두머리. 매우 교활하고 전략적인 인물로 그려진다. 꽃동산을 공격해 주민들을 노예로 삼으려 하나 스파이인 금색이의 방해로 늘 실패한다. 결국 1부의 마지막화인 26화에서 자신이 개발한 독버섯탄을 족제비 군대에 떨어뜨리고 스스로 공중에서 폭사하고 만다.
- 물망초

족제비 수색대장의 참모. 족제비 대장을 도와 꽃동산을 정복하려 하지만 족제비 군대의 패망으로 실패한다. 하지만 물망초는 끈질기게 살아남아 승냥이 군대로 옮겨 꽃동산을 계속 공격한다. 뛰어난 능력은 없지만 끈질긴 근성과 교활함으로 다람이를 괴롭힌다. 안경이 없으면 총 쏘기가 버거울 정도로 약점이 많은 악당이다. 금색이와의 전투에서 꼬리를 잃고 만다.
- 외귀팔이

한쪽 귀가 없는 들쥐로 물망초의 수하이다. 겉으로는 물망초를 잘 따르는 척 하지만 속으로는 엄청난 반감을 가지고 있다.
- 물사조

물망초를 따르는 부하였다. 14화에서 물오리 정찰병과 함께 폭사한다.
- 검은 족제비

- 흰 족제비 박사

### 승냥이 군단
- 승냥이 대장

두 번째 시리즈에 등장하는 악당으로 승냥이 군대의 우두머리. 족제비 보좌관, 여우 장교 등과 함께 꽃동산을 정복하기 위해 계략을 세우고 있다.
- 여우 장교

승냥이 대장의 부관으로 대장의 비서 역할을 한다.
- 족제비 보좌관

## 인터넷 유행
다람이와 고슴도치가 조선민주주의인민공화국 밖으로 알려지자 일반적으로 세계의 누리꾼들이 생각하고 있는 조선민주주의인민공화국의 애니메이션과 수준이 다르다는 점과 장편 애니메이션이라는 점에서 관심이 쏟아지고 있으며 비공식적인 팬 활동이 보이고 있는 상태다.

## 논쟁
인터넷 누리꾼들 사이에서, 다람쥐와 고슴도치들은 조선민주주의인민공화국을, 생쥐들은 대한민국을, 승냥이들은 미국을 상징하고 이들로 하여금 풍자를 그려 내는 만화라는 설이 있다. 하지만, 조선4·26만화영화촬영소의 제작진들은 이러한 의견을 절대적으로 부정하고 있다.
조선4·26만화영화촬영소의 부총장 조상철은 "어린이들에게 조국애와 동료를 사랑하는 마음을 심어주자는데 목적이 있다"며 제작했다고 밝혔다. 또한 "일부 사람들이 이 작품이 현재의 조선민주주의인민공화국과 미국의 대결전을 간접적으로 형상한 것이 아니냐고 말하는데 결코 그런 것은 아니다"고 해명하면서 그는 이 작품이 어린이들에게 사랑을 가르치는 작품이라고 거듭 강조했다고 한다.

## 같이 보기
- 령리한 너구리
- 조선4.26아동영화촬영소